# 唐尼·范德貝克
唐尼·范德貝克（荷蘭語：Donny van de Beek，發音：[ˈdɔni vɑn də ˈbeːk]；1997年4月18日—），是一名荷蘭職業足球員，司職中場，現效力於西甲球隊赫罗纳，前荷蘭國家足球隊隊員。

## 俱樂部生涯
范德貝克於奈凱爾克出生，在2008年時加入阿賈克斯青年隊。2015年，他於欧足联欧洲联赛對陣凯尔特人時，首次代表一線隊上陣。

### 曼聯
2020年9月，曼聯以3900萬英鎊從阿賈克斯簽下范德貝克。
2020年9月19日，范德貝克在對上水晶宫的比賽踢進了自己第一個英超進球。

### 外借至埃弗顿
2022年1月31日，范德貝克被租借到英超俱樂部埃弗顿，直到2021-22賽季結束。

## 國家隊生涯
2017年11月14日，范德貝克在與羅馬尼亞的友誼賽中上演了他的荷蘭國家足球隊處子秀。

## 技術風格
范德貝克司職中場及進攻中場，但風格更偏向輔鋒。具有強大的持球推進能力、無球走位與搶點射門能力，其窄空間傳球技術亦相當不俗。在比賽中能不斷衝擊對方禁區，其風格與前隊長戴維·克拉森相似。克拉森離隊後范德貝克接替其在進攻中場的位置。

## 榮譽

### 球會
阿賈克斯
- 荷兰足球甲级联赛冠軍：2018–19，2019–20
- 荷蘭盃冠軍：2018–19
- 荷蘭超級盃冠軍：2019
- 欧足联欧洲联赛亞軍：2016–17

 曼联
- 英格蘭足球聯賽盃冠軍：2022–23[7]

### 國家隊
荷蘭U-17
- 歐洲U-17足球錦標賽亞軍：2014

### 個人
- 阿賈克斯最佳未來人才：2014–15
- 金球獎提名：2019